# Domingos de Brito Peixoto
Domingos de Brito Peixoto (São Vicente, c. 1630 — Laguna) foi um bandeirante paulista e fundador, em 1676, do povoado de Santo Antônio dos Anjos da Laguna, sublinhando o movimento povoador paulista no século XVII.
Os paulistas partiram depois para o rio São Francisco, as Minas Gerais e Cuiabá "como a terra da promissão ou o paraíso encoberto em que Deus pôs os nossos primeiros pais", como dizia na época Barbosa de Sá, cada sertanista com seu numeroso séquito de mumbavas ou índios administrados.
Há carta datada de 10 de fevereiro de 1688 em que escreve ao rei, dizendo que «se animou a fazer a conquista de Laguna, muitas terras férteis e abundantes de pescado e carne, e para mais lavoura com a vizinhanças das de Buenos Aires, donde lhe parecia havia maiores haveres; pelo que se resolvera a fazer duas embarcações, 12 que perdera havia já 14 anos e outra que de presente ia à sua custa com seus filhos, parentes e amigos, com desígnio de mandar fazer diligência por prata, porque por alguns sinais não faltaria».
Em 1714 seu filho Francisco de Brito Peixoto escreverá por sua vez ao rei, sendo morador na povoação de Santo Antônio dos Anjos, que, sendo das principais e mais abastadas famílias de todas as vilas do sul, deixou a casa com o pai, o capitão Domingos Brito Peixoto e o irmão, Sebastião de Brito Guerra, para descobrir novas terras que não fossem de pessoa alguma e em 1676 saíram da vila de Santos, onde moravam, levando 50 escravos com os que benfeitoriavam suas fazendas, que deixaram incultas, etc.
O livro «Bandeirantes» reproduz a carta à página 292 pela qual se deduz que o conhecimento que Domingos tinha da região da Laguna datava de 1668 e tinha ido com o filho Francisco à serra de Botucaraíba onde constava existir prata, mas encontrando jesuítas espanhóis, desistiram do intento.